# Limfjordens perle
|  | Denne artikel er oprettet af botten Steenthbot ud fra en ekstern database. Den kan derfor have sproglige fejl eller mangler. Denne skabelon kan fjernes efter kontrol af indholdet. |

Limfjordens perle er en dansk Dokumentarfilm fra 1949.

## Handling
Turistfilm om Nykøbing Mors.